# Rue du Four (Nancy)
Pour les articles homonymes, voir Rue du Four.
La rue du Four est une voie de la commune de Nancy, dans le département de Meurthe-et-Moselle, en région Lorraine.

## Situation et accès
La rue du Four est comprise dans le périmètre de la Ville-neuve, et appartient administrativement au quartier Charles III - Centre Ville.

## Origine du nom
Elle tire son nom des fours banaux de la Ville-neuve, établis dans cette sombre ruelle et démolis en 1764.

## Historique
Cette ancienne ruelle très étroite est un peu élargie, par arrêt du conseil des finances de Stanislas, 9 avril 1764. Elle était appelée habituellement « rue des Fours de la porte Saint-Nicolas ».

## Bâtiments remarquables et lieux de mémoire
- no 1 : la porte donnant sur la rue du four de l'immeuble du no 112 rue Saint-Dizier inscrite monument historique par arrêté du 22 juin 1945[2]
- no 5 : Immeuble objet d’une inscription au titre des monuments historiques par arrêté du 25 février 1946 pour sa porte d'entrée[3].

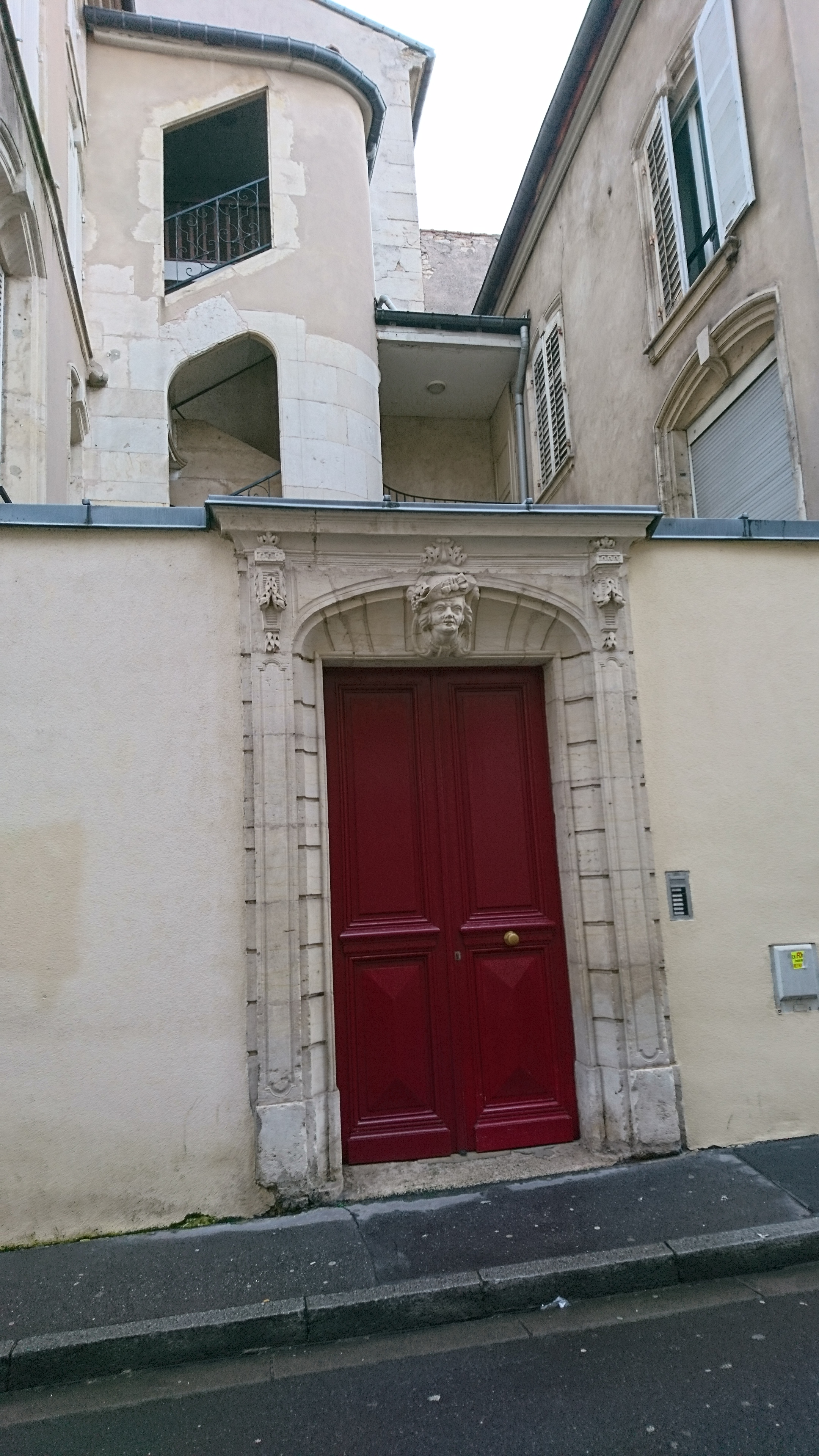
Porte côté rue du Four du 112, rue Saint-Dizier
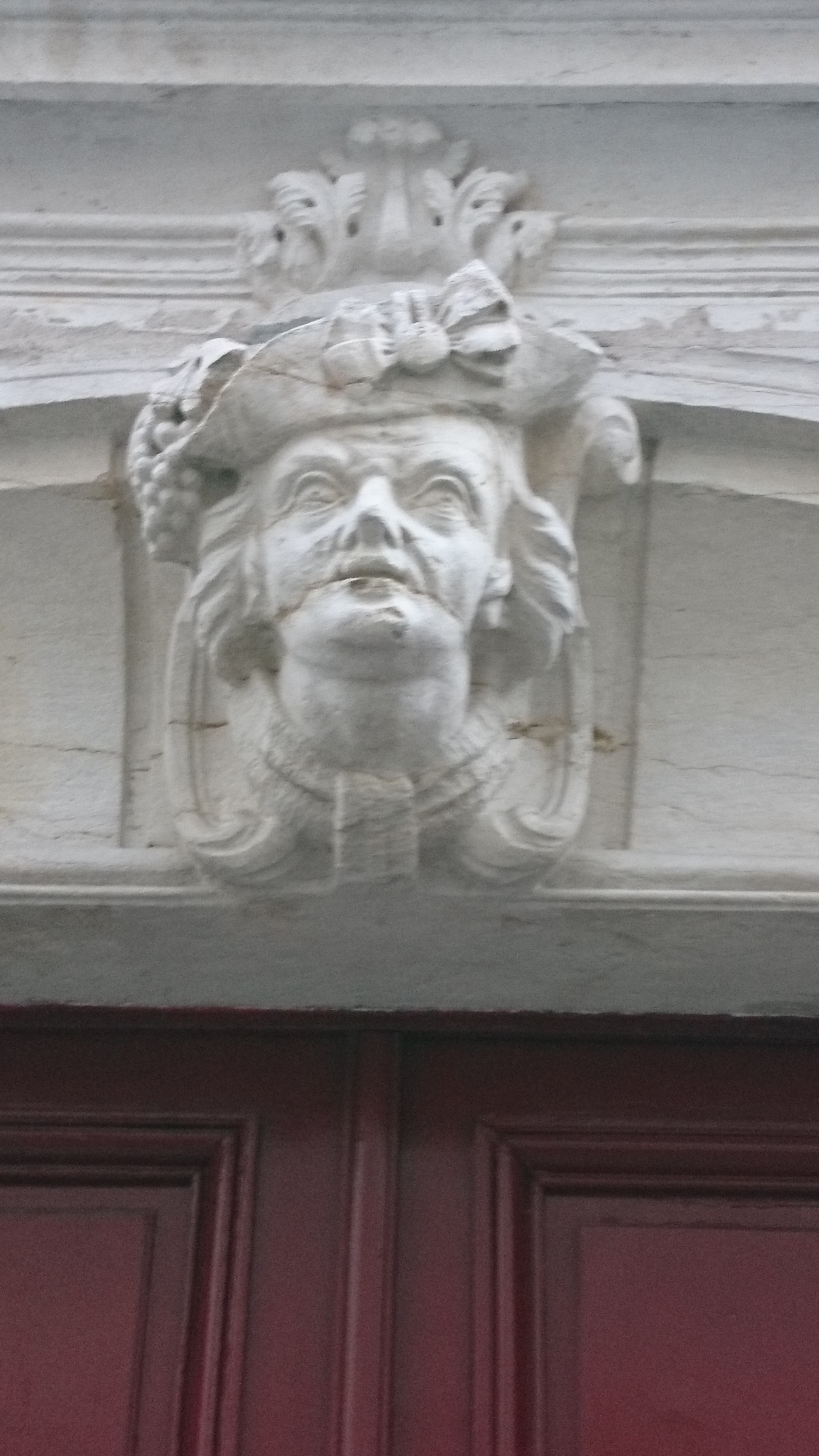
Tête sur la porte au 1, rue du Four